# 第35親衛統制旅団 (ロシア陸軍)
第35親衛統制旅団（だい35しんえいとうせいりょだん、ロシア語: 35-я_гвардейская_бригада_управления）は、ロシア陸軍の旅団の一つ。第41諸兵科連合軍隷下。部隊番号57849。

## 歴史

### 第二次世界大戦
- 1941年：リトアニアで第34独立信号連隊として創設[2]。
- 1943年：第8軍に参加してレニングラードの包囲網を破る[2]。
- 1944年10月22日：名誉名「タリン」を授与される[2]。
- 1944年12月16日：赤星勲章を授与される[2]。

### 冷戦
- 1946年：シベリア軍管区に所属し、第417独立信号大隊に改編される[2]。
- 1979年：第135独立通信旅団に改編される[2]。
- 1998年：第235独立通信連隊に改編される[2]。
- 2023年11月8日:名誉称号「親衛隊」を授与された。